# Louin
Louin ist eine westfranzösische Gemeinde mit 679 Einwohnern (Stand 1. Januar 2022) im Département Deux-Sèvres in der Region Nouvelle-Aquitaine. Sie gehört zum Arrondissement Parthenay und zum Kanton Le Val de Thouet.

## Lage
Louin liegt etwa 25 Kilometer ostsüdöstlich von Bressuire und etwa 18 Kilometer nordnordöstlich von Parthenay am Thouet. Umgeben wird Louin von den Nachbargemeinden Tessonnière im Norden, Airvault im Nordosten, Saint-Loup-Lamairé im Osten und Südosten, Gourgé im Süden, Lageon im Süden und Südwesten sowie Maisontiers im Westen.

## Bevölkerungsentwicklung
| Jahr                       | 1962 | 1968 | 1975 | 1982 | 1990 | 1999 | 2006 | 2019 | 2020 |
| Einwohner                  | 830  | 805  | 767  | 800  | 795  | 751  | 735  | 687  | 685  |
| Quellen: Cassini und INSEE |      |      |      |      |      |      |      |      |      |

## Sehenswürdigkeiten
- gallorömisches Hypogäum, seit 1916 Monument historique
- Kirche Saint-Martin
- Großkreuz auf dem Friedhof, seit 1890 Monument historique

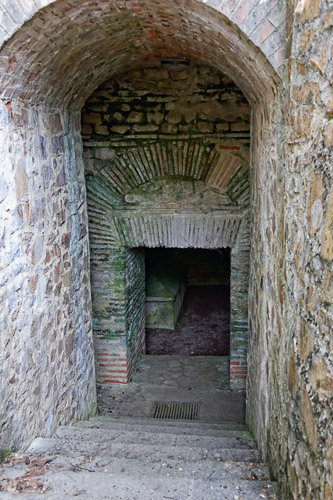
Hypogäum
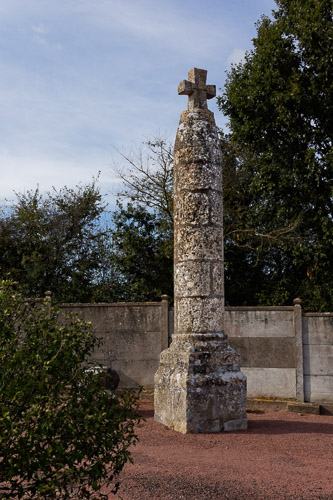
Großkreuz